# Ronde van Costa Rica
De Ronde van Costa Rica is de benaming van twee meerdaagse wielerwedstrijden in Costa Rica, een voor mannen (sinds 1965) en een voor vrouwen (sinds 1991).

## Mannen
De Ronde van Costa Rica voor mannen (Spaans: Vuelta a Ciclista a Costa Rica) wordt sinds 1965 in de maand december verreden en was van 2005-2019 onderdeel van de UCI America Tour. De ronde had aanvankelijk een classificatie van 2.5, maar is sinds de invoering van de continentale circuits als 2.2-koers geclassificeerd.
De eerste winnaar was de Costa Ricaan José Luis Sánchez. Recordwinnaar is de Costa Ricaan Juan Carlos Rojas, die zesmaal wist te winnen, maar de zege van 2017 werd hem ontnomen.

### Overwinningen per land
| Zeges | Land                        |
| ----- | --------------------------- |
| 29    | Costa Rica                  |
| 21    | Colombia                    |
| 3     | Guatemala, Mexico           |
| 1     | Venezuela, Verenigde Staten |

## Vrouwen
De Ronde van Costa Rica voor vrouwen (Spaans: Vuelta Internacional Femenina a Costa Rica) werd voor het eerst in 1991 georganiseerd, de daarop volgende editie in 2002 en vervolgens jaarlijks. In 1991 en van 2001-2008 en van 2010-2012 stond de wedstrijd op de nationale kalender, in 2009 en vanaf 2013 op de internationale UCI-kalender met een classificatie van 2.2. De edities van 2020 en 2021 werden geannuleerd vanwege de coronapandemie.
De koers kent geen vaste plaats op de kalender, ze werd afwisselend verreden in de maanden februari, februari/maart, mei, juni, juli, augustus, september, oktober en november.

### Overwinningen per land
| Zeges | Land                                          |
| ----- | --------------------------------------------- |
| 9     | Costa Rica                                    |
| 4     | Colombia                                      |
| 2     | Cuba, El Salvador                             |
| 1     | Ecuador, Litouwen, Mexico, Rusland, Venezuela |

2005 · 
2006 · 
2007 · 
2008 · 
2009 · 
2010 · 
2011 · 
2012 · 
2013 ·
2014 ·
2015 ·
2016 ·
2017 · 
2018 ·
2019 ·
2020 ·
2021 ·
2022 ·
2023 ·
2024 ·
2025
Belangrijkste wedstrijden

Ronde van San Luis · Ronde van Californië · Ronde van Utah · USA Pro Challenge · Ronde van Alberta